# Bryan Volpenhein
Bryan Volpenhein (ur. 18 sierpnia 1976 w Cincinnati) – amerykański wioślarz, brązowy medalista w wioślarskiej ósemce podczas Letnich Igrzysk Olimpijskich w Pekinie.

## Osiągnięcia
- Mistrzostwa Świata – Kolonia 1998 – ósemka – 1. miejsce[1].
- Mistrzostwa Świata – St. Catharines 1999 – ósemka – 1. miejsce[1].
- Igrzyska Olimpijskie – Sydney 2000 – ósemka – 5. miejsce[1].
- Mistrzostwa Świata – Lucerna 2001 – ósemka – 4. miejsce[1].
- Mistrzostwa Świata – Sewilla 2002 – ósemka – 3. miejsce[1].
- Mistrzostwa Świata – Mediolan 2003 – ósemka – 2. miejsce[1].
- Igrzyska Olimpijskie – Ateny 2004 – ósemka – 1. miejsce[1].
- Mistrzostwa Świata – Gifu 2005 – ósemka – 1. miejsce[1].
- Mistrzostwa Świata – Gifu 2005 – czwórka bez sternika – 5. miejsce[1].
- Mistrzostwa Świata – Monachium 2007 – czwórka bez sternika – 8. miejsce[1].
- Igrzyska Olimpijskie – Pekin 2008 – ósemka – 3. miejsce[1].